# NGC 5166
NGC 5166, im Katalog auch als NGC 5166A geführt, ist eine Spiralgalaxie vom Hubble-Typ Sb im Sternbild der Jagdhunde und etwa 209 Millionen Lichtjahre von der Milchstraße entfernt.
Sie wurde am 29. April 1827 von John Herschel entdeckt.